# MiniDiscs (Hacked)
MiniDiscs [Hacked] est une compilation du groupe de rock alternatif anglais Radiohead, sortie le 11 juin 2019 à la suite d'un piratage informatique. La compilation est constituée de sessions live et de chutes studio d’enregistrement de l'époque de OK Computer entre 1995 et 1997.

## Histoire
Début juin 2019, les archives de Thom Yorke sont piratées et les sessions d'enregistrement de OK Computer datant de 1995 et 1997 sont dérobées. Le pirate exige 150.000 £ sous peine de diffuser les 16 heures d'enregistrement. À la suite de cela, le chanteur publie un message sur les réseaux sociaux le 11 juin 2019, faisant part publiquement de chantage. Pour éviter que de l'argent ne puisse être versé, il publie l'intégralité du contenu volé sur la plateforme Bandcamp et met l'ensemble des 16 heures en vente pour la somme de 18 £ pendant 18 jours. La somme rapportée est reversée à Extinction Rebellion, un mouvement luttant contre le réchauffement climatique.

## La compilation

### Contenu
MiniDiscs [Hacked] contient plus de 16 heures de démos, répétitions, et performances live enregistrée pendant que Radiohead travaillait sur leur troisième album, OK Computer. Parmi les versions démos de OK Computersongs, comme des versions longues de Paranoid Android', se trouvent des versions de Lift, True Love Waits, Nude et Last Flowers. Aucun de ses contenus n'avait jamais été diffusés au public hormis quelque morceaux en 2017 pour la réédition de l'album OKNOTOK 1997 2017, pour les 20 ans de l'album.

### Liste des titres
| 1.       | MD111 | 70:47 |
| 2.       | MD112 | 61:27 |
| 3.       | MD113 | 65:08 |
| 4.       | MD114 | 57:21 |
| 5.       | MD115 | 57:04 |
| 6.       | MD116 | 25:57 |
| 7.       | MD117 | 55:28 |
| 8.       | MD118 | 57:03 |
| 9.       | MD119 | 53:37 |
| 10.      | MD120 | 58:17 |
| 11.      | MD121 | 60:21 |
| 12.      | MD122 | 73:13 |
| 13.      | MD123 | 17:52 |
| 14.      | MD124 | 72:22 |
| 15.      | MD125 | 56:10 |
| 16.      | MD126 | 68:04 |
| 17.      | MD127 | 26:49 |
| 18.      | MD128 | 41:52 |
| 16:18:52 |       |       |